# Tedania gracilis
Tedania gracilis är en svampdjursart som beskrevs av Jörn Hentschel 1914. Tedania gracilis ingår i släktet Tedania och familjen Tedaniidae. Inga underarter finns listade i Catalogue of Life.